# CH-53E直升機
西科斯基CH-53E「超級种马」（Sikorsky CH-53E Super Stallion），是美國西科斯基飞行器公司所出品的軍用直升機，在CH-53K出現前是美军最大和最重的直升机，海军官兵们戏称它为「飓风制造者」，主要为美国海军陆战队服务，充当运输重型货物及吊掛重型機具等之任务。
西科斯基MH-53E「海龍」（Sea Dragon）是超級种马的改進版，作為美國海軍的長程水雷掃蕩版，專門進行空中掃蕩水雷的海上任務。加裝大型適型油箱取代外掛油箱、後逃生艙蓋、AN/APN-217雷達，改良燃油管理系統、尾旋翼。特色是加裝了很多掃雷具的掛點和匯流排接口，通常海龍佈署於兩棲攻擊艦和航母上，作為應對水雷的手段，也能負擔一些搜救和運輸任務。
目前另有研發中的CH-53K，具有3部7500轴马力的涡轴发动机，新型旋翼材料和更宽敞的机舱。

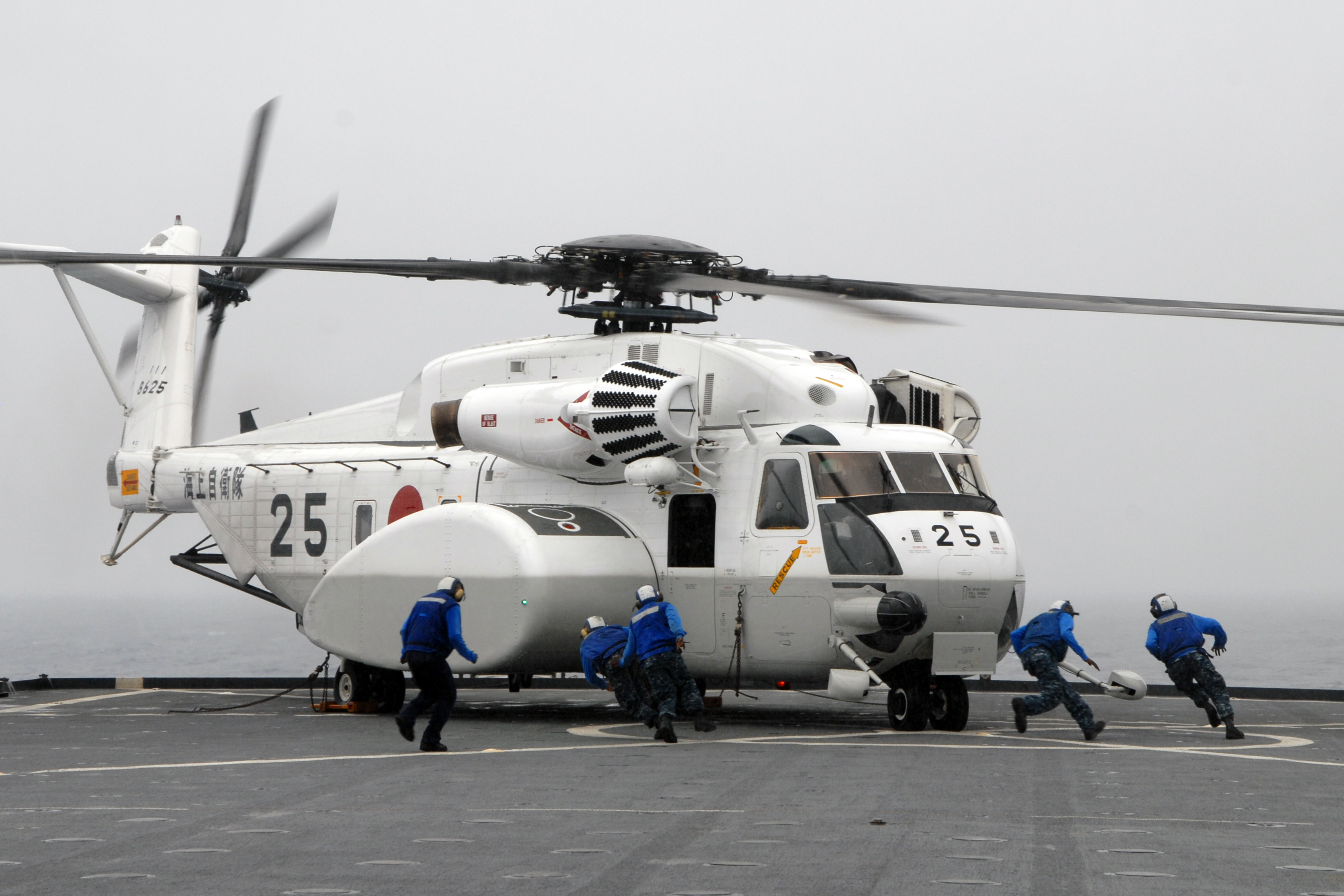
日本自衛隊用「海龍」也配備有全電腦化導航和GPS反干擾系統。

## 使用者
美国
- 美國海軍陸戰隊
- 美國海軍

 日本
- 日本海上自衛隊

## 規格（CH-53E）
参考资料：U.S. Navy history, International Directory, World Aircraft
基本信息
- 机组：5: 2x駕駛員、1x空勤員/右面機槍手、1x左面機槍手、1x尾版空勤員/尾版機槍手
- 容量：37 troops with default folding canvas seats, 55 troops with center row added, and 31 with new crash attenuating seats. 
内部有效载荷：32,000磅（14,515）；外部有效载荷：36,000磅（16,329）[4]
- 長度：99英尺0.5英寸（30.188）
- 高度：27英尺9英寸（8.46）
- 空重：33,226英磅（15,071）
- 最大起飛重量：73,500英磅（33,339）
- 发动机：3台通用電氣T64-GE-416 / GE-416A / GE-419渦輪軸發動機，每台4,380匹軸馬力（3,270千瓦特）
- 主旋翼直徑：79英尺0英寸（24.08）
- 主旋翼面積：4,900平方英尺（460平方）Sikorsky SC1095[5]

性能
- 最大速度：150節（173英里每小時；278每小時）[6]
- 巡航速度：120節（138英里每小時；222每小時）
- 絕不超過速度：150節（173英里每小時；278每小時）
- 航程：540海里（621英里；1,000）
- 戰鬥航程：180海里（207英里；333）
- 转场航程：990海里（1,139英里；1,833）
- 升限：18,500英尺（5,600）
- 爬升率：2,500英尺每分鐘（13每秒）

武器

- 機槍：

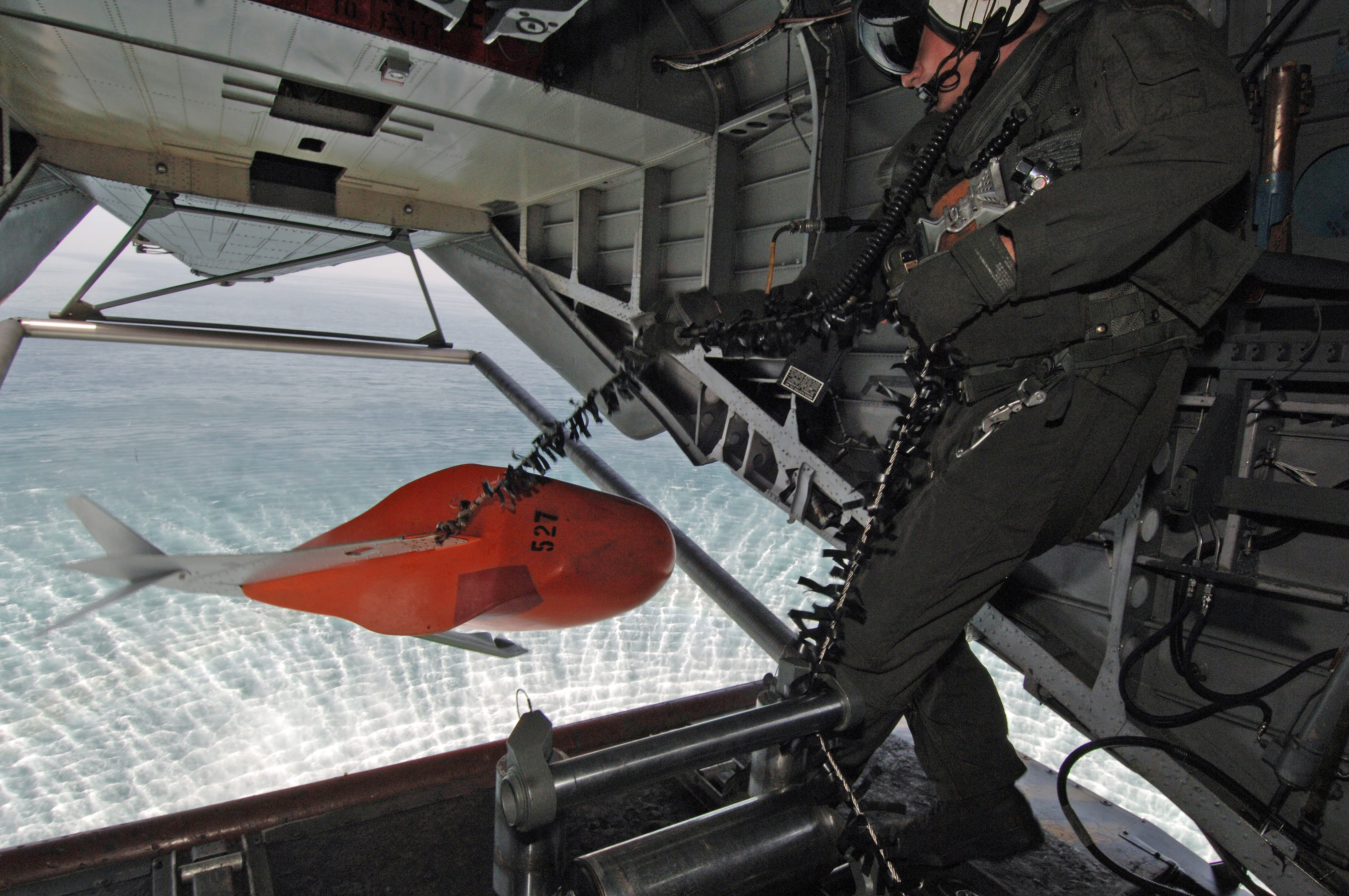
MH-53E海龍放出掃水雷裝備

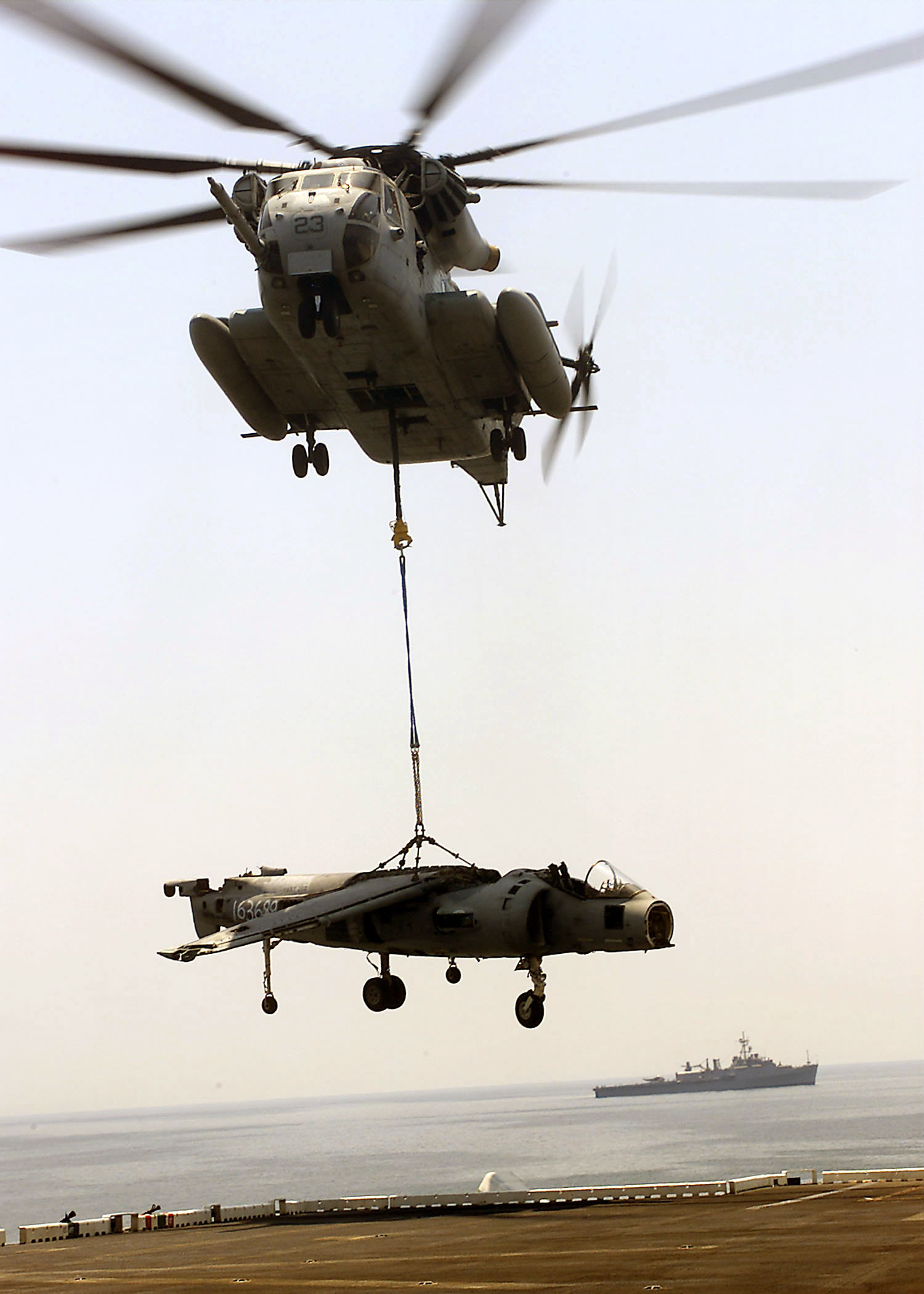
CH-53E超級種馬吊掛報廢戰機

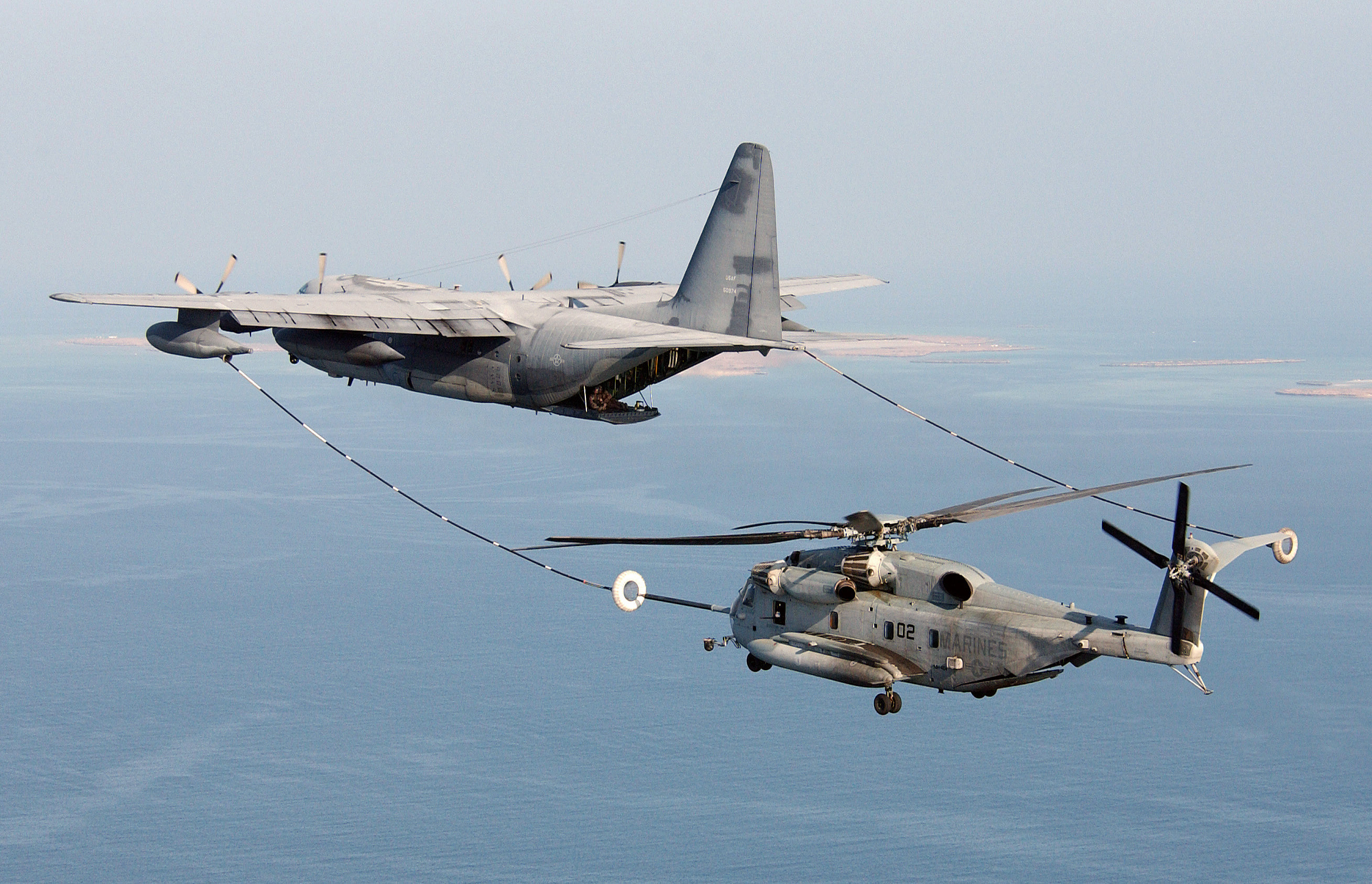
空中加油

  - 2x 12.7×99毫米NATO（.50 BMG）窗口XM218重機槍
  - 1x 12.7×99毫米NATO（.50 BMG）尾版機槍系統、GAU-21（M3M）
- 其他：金屬箔條（chaff）與閃光彈（flare）施放器

## 參與救災
2009年台灣地區發生因莫拉克颱風引起的八八水災時，為了運輸工程機具進入對外交通受阻的災區救災，但因為中華民國陸軍的CH-47無法吊掛大噸位的工程機具，故向外國爭取更大運載能力的運輸直升機以利救災。美國與中國大陆曾表示要派遣運輸直升機赴台救災，中國大陆方面曾提出派遣民間使用或向俄羅斯租借Mi-26赴台救災，但引發台灣國內爭議而予以婉拒；而台灣媒體一度盛傳美軍會派遣比台灣CH-47運載能力更佳的CH-53「超級種馬」來台救災，但最後由美國海軍陸戰隊派出比「超級種馬」的運載能力略低的同型機「海龍」飛抵台灣救災。

## 另見
- 夏威夷直升机坠毁事件
- MH-53直升機
- 直-8
- 直-9
- Mi-24
- CH-53直升機